# 園基久
園 基久（その もとひさ、1920年（大正9年）6月21日 - 1985年（昭和60年）10月15日）は、日本の伯爵。華道家。園家の第26代当主。青山流第26代家元。東京都出身。

## 生涯
東京都出身。園家当主である園基建と久我富久子の長男として生まれる。また祖父は貴族院議員の久我通久である。幼少の頃に父の基建が亡くなり、1928年（昭和3年）に家督を継いだ。
華道の青山流第26代家元となり、私生活では子爵・松浦治の長女である久子と結婚するも死別。同じく松浦治の次女である和子と再婚するが離婚。花田長太郎の娘であるテル子と3度目の結婚をし、園基信を養子にした。
1985年（昭和60年）、死去。

## 系譜
- 祖父：久我通久
- 父親：園基建
- 母親：久我富久子
- 前妻：松浦久子 - 子爵・松浦治の長女。
- 前妻：松浦和子 - 子爵・松浦治の次女。
- 後妻：花田テル子 - 花田長太郎の娘。
  - 養子：園基信 - 園陽光の長男。